# 多田圭声
多田 圭声（ただ けいこ、1982年1月29日 - ）は、日本のタレント、キャスター、女優。
岡山県出身（本籍は香川県小豆島）。現所属事務所は、株式会社Y.M.OFFICE（ワイエムオフィス）。
血液型はA型。身長156cm。

## 出演

### ドラマ
- 誰よりもママを愛す（2006年、TBS）
- 東京タワー（2007年、フジテレビ）
- きらきら研修医（2007年、TBS）
- Xenos（2007年、テレビ東京）
- バンビ〜ノ!（2007年、日本テレビ）
- MAGISTER NEGI MAGI 魔法先生ネギま!（2007年、テレビ東京）
- 花ざかりの君たちへ〜イケメン♂パラダイス〜（2007年、フジテレビ）

### ドラマ以外
- 京ぱちだいすき（2006年、KBS京都テレビ）
- くわまんのパチラックスTV（2007年、テレ玉）
- 杉浦幸のパチンコPARK（2009年、スカパー!）
- グラドルアスリート～陸上編・水泳編（2009年、スカパー!）
- 松島初音（仮）（2009年、スカパー!）

- BOAT　RACE　EX　お天気キャスター（2010年9月～2011年1月、日本レジャーチャンネル）
- レースライブ中継キャスター（2010年11月～、日本レジャーチャンネル）

・LADYS STATION    MC  (2013年9月〜，日本レジャーチャンネル)
・ボートレースライブ   アシスタント (2014年4月  長崎文化放送)
・勝負師はつらいよ〜オラレ上越編〜(2013年  日本レジャーチャンネル)
・BOAT  RACE  EX  水、木 隔週アシスタント（2014年2月〜  日本レジャーチャンネル) 
・勝負師はつらいよスペシャル2014(2014年 日本レジャーチャンネル)

### 映画
- スワンズソング（2002年）
- 252 生存者あり（2008年）

### 舞台
- I2～アイツー～（2002年）亜由美役

### CM
- グリコ
- Nintendo Wii
- ジャーブネット
- eco光

### モデル、VP
- オータパチンコ
- ロッテリア

### PV
- 伊藤由奈「アーバンマーメイド」

## 人物・エピソード
- モデルでダンサーの田中セシルと仲が良く、ブログなどにも登場している。2010年の日本作詩大賞では一緒にアシスタントを務めた